# Extremoduro
Extremoduro is een Spaanse hardrockband uit Plasencia, gevormd in 1987 door Roberto Iniesta. Ze werden gerangschikt nummer 6 op de Rolling Stone 's "50 Grootste Spaanse rock bands".

## Bandleden
- Roberto Iniesta, Robe: zanger en gitarist.
- Iñaki Antón, Uoho: gitarist.
- José Ignacio Cantera: drummer.
- Miguel Colino: basgitaar.

### Albums
- Rock Transgresivo (1989)
- Somos unos Animales (1991)
- Deltoya (1992)
- ¿Dónde Están Mis Amigos? (1993)
- Pedrá (1995)
- Agila (1996)
- Iros Todos a Tomar por Culo (1997) (Live)
- Canciones Prohibidas (1998)
- Yo, Minoría Absoluta (2002)
- Grandes éxitos y fracasos (Episodio primero) (2004) (Compilation)
- Grandes éxitos y fracasos (Episodio segundo) (2004) (Compilation)
- La Ley Innata (2008)
- Material Defectuoso (2011)
- Para Todos los Públicos (2013)

## Voetnoten
1. ↑  (es) Los 50 mejores grupos del rock español. Rolling Stone. Gearchiveerd op 7 maart 2014. Geraadpleegd op 7 maart 2014.

- Biblioteca Nacional de España: XX133558
- Gemeinsame Normdatei: 4504535-5
- International Standard Name Identifier: 0000 0004 7123 0065
- Library of Congress Control Number: n2023051509
- MusicBrainz: f59163ba-1a7a-4349-b0fd-fb9582ebe333
- Virtual International Authority File: 239188211